# Wahlkreis Nr. 10 (Senat der Republik Polen, 2001–2011)
Der Wahlkreis Nr. 10 (polnisch Okręg wyborczy nr 10) war ein von 2001 bis 2011 bestehender Wahlkreis für die Wahl des Senats der Republik Polen und wurde auf Grundlage der Ordynacja wyborcza do Sejmu Rzeczypospolitej Polskiej i do Senatu Rzeczypospolitej Polskiej (Wahlordnung für den Sejm der Republik Polen und für den Senat der Republik Polen) vom 12. April 2001 (Dz.U. 2001 nr 46 poz. 499) errichtet. Die erste Wahl, die im Wahlkreis stattfand, war die Parlamentswahl am 23. September 2001.
Der Wahlkreis umfasste nach der Anlage Nr. 2 (Załącznik nr 2) der Ordynacja wyborcza do Sejmu Rzeczypospolitej Polskiej i do Senatu Rzeczypospolitej Polskiej in der letzten Bekanntmachung vom 30. Juni 2005 (Dz.U. 2005 nr 140 poz. 1173) die kreisfreien Städte Piotrków Trybunalski und Skierniewice und die Powiate Bełchatowski, Opoczyński, Piotrkowski, Radomszczański, Rawski, Skierniewicki und Tomaszowski der Woiwodschaft Łódź (Województwo łódzkie).
Durch den Wechsel von Mehrpersonenwahlkreisen zu Einpersonenwahlkreisen wurde der Wahlkreis Nr. 10 im Jahr 2011 aufgelöst. Das Gebiet des Wahlkreises entspricht den Wahlkreisen Nr. 28 und Nr. 29 seit 2011.
Der Sitz der Wahlkreiskommission war Piotrków Trybunalski.

## Wahlkreisvertreter
| WP   | Wahl | Senator (Wahlkomitee) | Senator (Wahlkomitee)                                         | Senator (Wahlkomitee) | Senator (Wahlkomitee)                                    |
| ---- | ---- | --------------------- | ------------------------------------------------------------- | --------------------- | -------------------------------------------------------- |
| V.   | 2001 |                       | Jerzy Adamski (KKW Sojusz Lewicy Demokratycznej – Unia Pracy) |                       | Henryk Dzido (KW Samoobrona Rzeczpospolitej Polskiej)    |
| VI.  | 2005 |                       | Zbigniew Włodzimierz Rau (KW Prawo i Sprawiedliwość)          |                       | Bogdan Lisiecki (KW Samoobrona Rzeczpospolitej Polskiej) |
| VII. | 2007 |                       | Grzegorz Michał Wojciechowski (KW Prawo i Sprawiedliwość)     |                       | Wiesław Józef Dobkowski (KW Prawo i Sprawiedliwość)      |

## Wahlergebnisse

### Parlamentswahl 2001
Die Wahl fand am 23. September 2001 statt.
| #  | Kandidat | Kandidat                          | Wahlkomitee                                                           | Stimmen | Prozent |
| -- | -------- | --------------------------------- | --------------------------------------------------------------------- | ------- | ------- |
| 1  |          | Andrzej Stanisław Adamowicz       | Senatorski KWW Andrzeja Adamowicza                                    | 16.376  | 6,65 %  |
| 2  |          | Jerzy Adamski                     | KKW Sojusz Lewicy Demokratycznej – Unia Pracy                         | 70.259  | 28,53 % |
| 3  |          | Piotr Łukasz Juliusz Andrzejewski | KWW „Klub Służby Niepodległości – Senat 2001 Okręgu Wyborczego Nr 10“ | 34.965  | 14,20 % |
| 4  |          | Andrzej Charzewski                | KW Polskiego Stronnictwa Ludowego                                     | 40.432  | 16,42 % |
| 5  |          | Arkadiusz Stanisław Ciach         | KWW Sojusz Demokratów Lewicy                                          | 26.311  | 10,69 % |
| 6  |          | Tadeusz Leszek Dąbrowski          | KWW Niezależny Kandydat Tadeusz Dąbrowski                             | 40.119  | 16,29 % |
| 7  |          | Henryk Dzido                      | KW Samoobrona Rzeczpospolitej Polskiej                                | 53.081  | 21,56 % |
| 8  |          | Mieczysław Paweł Nowicki          | KWW Blok Senat 2001                                                   | 24.139  | 9,80 %  |
| 9  |          | Tadeusz Rozpara                   | KKW Sojusz Lewicy Demokratycznej – Unia Pracy                         | 47.381  | 19,24 % |
| 10 |          | Stanisław Witaszczyk              | KW Polskiego Stronnictwa Ludowego                                     | 44.154  | 17,93 % |

Wahlberechtigte: 574.449 – Wahlbeteiligung: 44,72 % – Quelle: Dz.U. 2001 nr 109 poz. 1187

### Parlamentswahl 2005
Die Wahl fand am 25. September 2005 statt.
| #  | Kandidat | Kandidat                  | Wahlkomitee                                          | Stimmen | Prozent |
| -- | -------- | ------------------------- | ---------------------------------------------------- | ------- | ------- |
| 1  |          | Grzegorz Jan Adamczyk     | KW Sojusz Lewicy Demokratycznej                      | 23.423  | 10,56 % |
| 2  |          | Jerzy Adamski             | KW Sojusz Lewicy Demokratycznej                      | 22.957  | 10,35 % |
| 3  |          | Tadeusz Józef Cisowski    | KW Polskiego Stronnictwa Ludowego                    | 22.258  | 10,04 % |
| 4  |          | Leszek Stefan Jakubowski  | KW Platforma Obywatelska RP                          | 34.670  | 15,64 % |
| 5  |          | Tamara Kałcz              | KWW–Ogólnopolska Koalicja Obywatelska                | 3.842   | 1,73 %  |
| 6  |          | Jarosław Kipigroch        | KW Socjaldemokracji Polskiej                         | 7.626   | 3,44 %  |
| 7  |          | Sławomir Jacek Koczywąs   | KW Centrum                                           | 6.914   | 3,12 %  |
| 8  |          | Piotr Kopek               | KWW Niezależnego Kandydata do Senatu RP Piotra Kopek | 17.985  | 8,11 %  |
| 9  |          | Wiesław Krzysztof Kosonóg | KW Polskiego Stronnictwa Ludowego                    | 17.250  | 7,78 %  |
| 10 |          | Bogdan Lisiecki           | KW Samoobrona Rzeczpospolitej Polskiej               | 41.089  | 18,53 % |
| 11 |          | Jan Franciszek Matusiak   | KW Liga Polskich Rodzin                              | 36.427  | 16,43 % |
| 12 |          | Ewa Maria Modrzejewska    | KW Partii Inicjatywa RP                              | 8.955   | 4,04 %  |
| 13 |          | Edward Olszewski          | KW Centrum                                           | 10.427  | 4,70 %  |
| 14 |          | Marek Tomasz Ormański     | KW Samoobrona Rzeczpospolitej Polskiej               | 33.365  | 15,05 % |
| 15 |          | Andrzej Walerian Pol      | KW Partii Demokratycznej–demokraci.pl                | 16.069  | 7,25 %  |
| 16 |          | Zbigniew Włodzimierz Rau  | KW Prawo i Sprawiedliwość                            | 55.180  | 24,89 % |
| 17 |          | Wiesław Jan Wella         | KW Polskiej Partii Narodowej                         | 3.577   | 1,61 %  |

Wahlberechtigte: 588.411 – Wahlbeteiligung: 39,31 % – Quelle: Dz.U. 2005 nr 195 poz. 1627

### Parlamentswahl 2007
Die Wahl fand am 21. Oktober 2007 statt.
| #  | Kandidat | Kandidat                      | Wahlkomitee                                             | Stimmen | Prozent |
| -- | -------- | ----------------------------- | ------------------------------------------------------- | ------- | ------- |
| 1  |          | Bogdan Tadeusz Bujak          | KKW Lewica i Demokraci SLD+SDPL+PD+UP                   | 40.579  | 13,86 % |
| 2  |          | Tadeusz Józef Cisowski        | KW Polskiego Stronnictwa Ludowego                       | 32.920  | 11,24 % |
| 3  |          | Andrzej Wiesław Czapla        | KW Platforma Obywatelska RP                             | 60.758  | 20,75 % |
| 4  |          | Wiesław Józef Dobkowski       | KW Prawo i Sprawiedliwość                               | 76.708  | 26,20 % |
| 5  |          | Roman Jagieliński             | KKW Lewica i Demokraci SLD+SDPL+PD+UP                   | 31.737  | 10,84 % |
| 6  |          | Jakub Jędrzejczak             | KW Platforma Obywatelska RP                             | 50.071  | 17,10 % |
| 7  |          | Marek Jurek                   | KWW Prawicy Marka Jurka                                 | 56.263  | 19,22 % |
| 8  |          | Bogdan Lisiecki               | KW Samoobrona Rzeczpospolitej Polskiej                  | 8.648   | 2,95 %  |
| 9  |          | Stanisław Michałowski         | KW Polskiego Stronnictwa Ludowego                       | 25.669  | 8,77 %  |
| 10 |          | Grzegorz Michał Wojciechowski | KW Prawo i Sprawiedliwość                               | 81.692  | 27,90 % |
| 10 |          | Leopold Żurowski              | KW Konfederacja Polski Niepodległej – Obóz Patriotyczny | 3.763   | 1,29 %  |

Wahlberechtigte: 590.193 – Wahlbeteiligung: 50,66 % – Quelle: Dz.U. 2007 nr 198 poz. 1439